# Berryteuthis anonychus
Berryteuthis anonychus är en bläckfiskart som först beskrevs av Pearcy och Voss 1963.  Berryteuthis anonychus ingår i släktet Berryteuthis och familjen Gonatidae. Inga underarter finns listade i Catalogue of Life.